# Делюган-Майссль, Эльке
Эльке Делюган-Майссль (нем. Elke Delugan-Meissl; род. 1959, Линц) — австрийский архитектор.
Окончила Инсбрукский политехнический университет под руководством Отмара Барта, занималась также в Вене у Вильгельма Хольцбауэра. С 1990 года работает как архитектор и дизайнер совместно с мужем, Романом Делюганом, в 1993 году они основали собственное архитектурное бюро. Входит в состав городских комиссий по дизайну и землеустройству в Вене и Зальцбурге.
Работы Делюгана и Делюган-Майссль — главным образом, жилые комплексы в Вене, в которых архитекторы «пытаются создать архитектуру, откликающуюся на движение тела, внести динамику в свои неподвижные создания». Их творчеству посвящены обзорная книга швейцарских искусствоведов Р. Темеля и Л. Вехтер-Бём и изданный в 2006 году альбом.
Делюган и Делюган-Майссль удостоены ряда премий, в том числе российской Архитектурной премии за новаторство в интерьере жилых зданий (2007, проект пентхауса House Ray 1 в Вене).